# Koíli
Koíli är en ort i Cypern.   Den ligger i distriktet Eparchía Páfou, i den västra delen av landet, 90 km väster om huvudstaden Nicosia. Koíli ligger 593 meter över havet och antalet invånare är 333. Den ligger på ön Cypern.
Terrängen runt Koíli är huvudsakligen kuperad. Koíli ligger uppe på en höjd. Trakten runt Koíli är glesbefolkad, med 10 invånare per kvadratkilometer. Närmaste större samhälle är Pafos, 9,6 km söder om Koíli. Trakten runt Koíli består till största delen av jordbruksmark.